# San Roberto Bellarmino
San Roberto Bellarmino – kościół parafialny i tytularny w Rzymie, pod wezwaniem jezuickiego kardynała św. Roberta Bellarmina (1542–1621). Znajduje się przy Piazza Ungheria u zbiegu ulic Via Romania i Via Panama w dzielnicy Parioli na północny wschód od centrum.

## Historia
Fundatorem kościoła był papież Pius XI, wzniesiony został w 1933, z okazji kanonizacji Roberta Bellarmina, która miała miejsce w roku 1930. Świątynię w stylu modernistycznym zaprojektował architekt Clemente Busiri Vici. Kościół został poświęcony dopiero w roku 1959.

## Architektura
Świątynia jest zbudowana z kamienia i cegły na planie krzyża łacińskiego. Pięcioprzęsłową nawę flankują pary wąskich kaplic oddzielonych masywnymi pilastrami. Na skrzyżowaniu naw wznosi się niska kopuła z latarnią. Prezbiterium i ramiona transeptu są zamknięte poligonalnie. Elewacja frontowa składa się z szerokiej fasady poprzedzonej portykiem. Flankują ją dwie przysadziste wieże o planie oktogonalnym. Architektura kościoła jest kubiczna, zwarta, charakteryzuje się oszczędnością form i surowością.
Wnętrze kościoła jest skromne. Ścianę prezbiterium zdobi mozaika ukazująca patrona kościoła, na tle złocistych promieni Ducha Świętego ukazanego tu jako gołębica. Na pozostałych ścianach motyw nieba, na tamburze kopuły motywy kotwicy, gwiazdy, ogniska i krzyża. Ośmioboczne okno elewacji frontowej zdobi witraż z wizerunkiem świętego Roberta Belarmina.

## Kardynałowie prezbiterzy
- Pablo Muñoz Vega SJ (1969-1994)
- Augusto Vargas Alzamora SJ (1994-2000)
- Jorge Bergoglio SJ (2001-2013)
- Mario Aurelio Poli (od 2014)